# Elza Gulbe

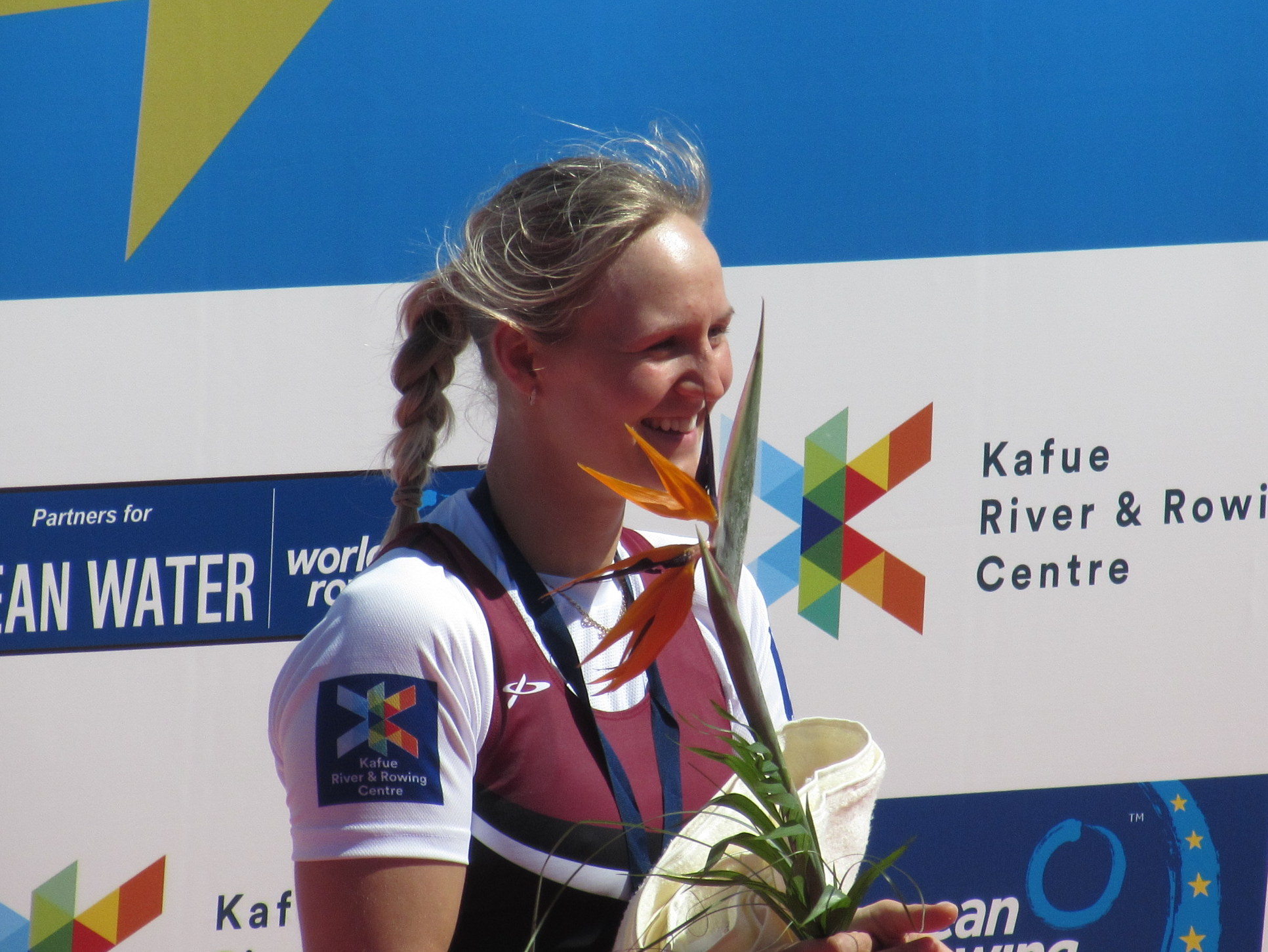
Elza Gulbe bei der Siegerehrung der EM 2016

Elza Gulbe (* 13. Juni 1993 in Tukums) ist eine lettische Ruderin.
Elza Gulbe begann 2009 mit dem Rudersport. 2010 belegte sie im Einer den fünften Platz bei den Junioren-Weltmeisterschaften. Bei den Olympischen Jugendspielen 2010 erreichte sie den vierten Platz. 2011 erhielt sie die Bronzemedaille bei den Junioren-Weltmeisterschaften 2011.
2012 belegte sie den fünften Platz bei den U23-Weltmeisterschaften, bei den Europameisterschaften belegte sie den achten Platz. Im folgenden Jahr gewann Gulbe die Bronzemedaille bei den U23-Weltmeisterschaften und belegte den zwölften Platz bei den Weltmeisterschaften ohne Altersbeschränkung. 2014 und 2015 belegte sie jeweils den fünften Platz bei den U23-Weltmeisterschaften. Ihren bis dahin größten Erfolg erreichte sie mit der Silbermedaille hinter der Österreicherin Magdalena Lobnig bei den Europameisterschaften 2016 in Brandenburg an der Havel.